# Festuca picoeuropeana
Festuca picoeuropeana är en gräsart som beskrevs av Nava. Festuca picoeuropeana ingår i släktet svinglar, och familjen gräs. Inga underarter finns listade i Catalogue of Life.